# Park Mi-young
Pour les articles homonymes, voir Park.
Dans ce nom coréen , le nom de famille, Park, précède le nom personnel Mi-young.
Park Mi-young est une pongiste sud-coréenne née le 17 novembre 1981 à Daegu.

## Carrière
Elle est médaillée de bronze par équipes aux Jeux olympiques d'été de 2008. Son palmarès aux Championnats du monde de tennis de table se compose de trois médailles de bronze en double en 2007, 2009 et 2011 et d'une médaille de bronze par équipe en 2012. 